# OR-201

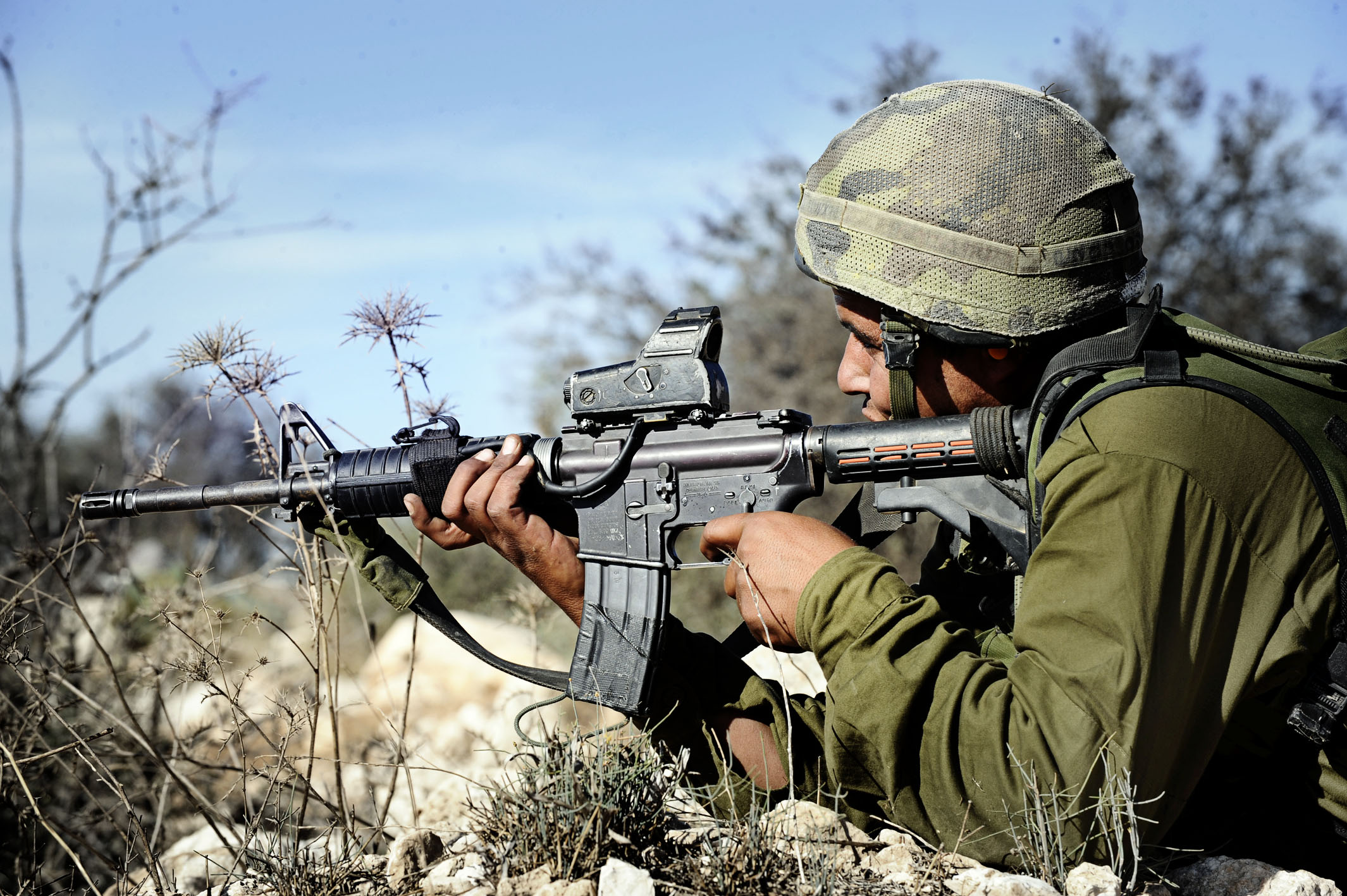
Ізраїльський вояк, на голові шолом OR-201

OR-201 — ізраїльський військовий шолом.

## Історія створення
У 60-х роках для заміни американського шолома М1, який виготовлявся в Ізраїлі по ліцензії, почалась розробка нового кевларового шолома. Перш за все вирішили використати південнокорейський пластиковий шолом «Corlon» (виготовлявся по німецькій ліцензії), проте Сеул відмовився від співпраці. Тому роботи почали інженери та конструктори місцевої компанії Orlite Enginnering & Co.
Після 6 років праці з'явилась модель OR-201. Зовні каска дуже нагадує дизайн М1 та має масу в 1650 гр.
Нині в військах замінений на OR-202.
Масово експортувався, на його основі в Південній Африці була розроблена «Модель 1983», яка відрізняється незначними деталями.

## Країни-експлуатанти
- Чилі
- Еквадор
- Єгипет
- Гана
- Словенія
- Гватемала
- Гондурас
- Ізраїль
- Ліван
- Мексика
- Індія
- Перу
- Португалія
- Південна Африка
- Шрі-Ланка
- Венесуела
- Румунія
- Ірландія. Знято з озброєння в 2012.
- Нікарагуа. Закуповувся для Національної Гвардії в 1977—1979.